# Hochkarfelderkopf
De Hochkarfelderkopf is een berg in de deelstaat Salzburg, Oostenrijk. De berg heeft een hoogte van 2.219 meter. 
De Hochkarfelderkopf is onderdeel van het Tennengebergte.